# Seututie 212
Pour les articles homonymes, voir Route 212.
La route régionale 212 (finnois : Seututie 212) est une route régionale allant de Säkylä jusqu'à Huittinen en Finlande,,.

## Présentation
La seututie 222 est une route régionale de Satakunta.